# Isaac Chansa
Isaac Chansa (* 23. März 1984 in Kitwe) ist ein sambischer ehemaliger Fußballspieler. Der Mittelfeldspieler war auch in der sambischen Nationalmannschaft aktiv.

## Werdegang

### Vereinskarriere
2004 wechselte Chansa vom sambischen Klub Power Dynamos zum südafrikanischen Team Orlando Pirates. An der Seite von Benedict Vilakazi und dem Nigerianer Onyekachi Okonkwo bildete er das Mittelfeld der Pirates. 2005 und 2006 wurde er mit Orlando zwei Mal Vizemeister in der Premier Soccer League, zudem erreichte er mit dem Verein in der CAF Champions League 2006 das Halbfinale, in dem man sich dem tunesischen Klub CS Sfaxien knapp geschlagen geben musste.
Den Tiefpunkt seiner Karriere erreichte Chansa im Dezember 2006, als er für einen tätlichen Angriff auf einen Schiedsrichterassistenten für drei Monate vom Spielbetrieb ausgeschlossen wurde. Im Januar 2007 wollte der britische Trainer Stuart Baxter den talentierten Mittelfeldspieler zum schwedischen Klub Helsingborgs IF holen, der Transfer scheiterte aber an der zu hohen Ablöseforderung Orlandos. Ein halbes Jahr später lief der Vertrag von Chansa aus und er wechselte ablösefrei nach Schweden. Nach Anlaufschwierigkeiten – in seiner ersten Halbserie in Schweden kam er nur zu zwei Ligaeinsätzen in der Allsvenskan – konnte er sich in der Spielzeit 2008 im Kader der Mannschaft etablieren und stand in 22 der 30 Saisonspiele auf dem Spielfeld. Nachdem er auch in der folgenden Spielzeit überzeugt hatte, wollte der Klub den auslaufenden Vertrag verlängern. Chansa lehnte das Angebot jedoch ab und kehrte zu den Orlando Pirates nach Südafrika zurück.

### Nationalmannschaft
Chansa stand im sambischen Olympiateam, scheiterte aber knapp in der letzten Qualifikationsrunde für die Olympischen Spiele 2004 an Ghana. 2004 debütierte er in der sambischen A-Nationalmannschaft gegen Mali. Bei der Afrikameisterschaft 2006 stand er beim Vorrundenaus seiner Mannschaft in allen drei Partien auf dem Platz und wurde für die Afrikameisterschaft 2008 ebenfalls nominiert.

## Erfolge
Vereinsmannschaft
- Premier Soccer League: 2010/11, 2011/12
- Premier Soccer Cup: 2010/11
- Premier Soccer League Cup: 2011/12

Nationalmannschaft
- Afrikapokal: 2012